# Кіро Стоянов
Кіро Стоянов (мак. Kiro Stojanov; нар. 9 квітня 1959, с. Радово, СФРЮ) — македонський католицький єпископ, який очолює обидві католицькі структури країни — дієцезію Скоп'є латинського обряду і Македонську греко-католицьку церкву.

## Життєпис
Народився 9 квітня 1959 року в селі Радово, сучасна громада Босилово.
6 квітня 1986 року висвячений на священика. 4 січня 1999 року призначений єпископом-помічником дієцезії Скоп'є і титулярним єпископом єпархії Центуріонес. Єпископська хіротонія відбулася 1 травня 1999 року. Головним святителем був архієпископ Мирослав Марусин секретар Конгрегації Східних Церков. Єпископським гаслом вибрав фразу «Ut unum sint» («Щоб усі були одно»). Стоянов став першим католицьким єпископом македонцем за національністю за останні 104 роки. Він був священиком, а потім і єпископом-бірітуалістом, мав право служити літургію і в латинському і у візантійському обрядах.
Католицька церква в Північній Македонії структурно поділяється на дієцезію Скоп'є латинського обряду (близько 3,5 тисячі осіб) і греко-католицький апостольський екзархат Північної Македонії, що становить Македонську греко-католицька церква (близько 11,5 тисяч осіб). Незважаючи на незалежність двох структур, у зв'язку з нечисленністю, їх традиційно очолює один єпископ.
20 липня 2005 року Кіро Стоянов призначений єпископом Скоп'є і апостольським екзархом Македонської греко-католицької церкви замість покійного єпископа Йоакима Гербута. Єпископ Кіро Стоянов займає активну позицію в діалозі і налагодженні добросусідських відносин між різними релігійними групами Македонії.
31 травня 2018 року папа Франциск підніс до рівня єпархії дотеперішній екзархат для вірних візантійського обряду в КЮР Македонії, надаючи новій церковній структурі титул «Єпархія Успіння Пречистої Діви Марії з осідком в Струміца-Скоп'є», та призначив першим єпархом новоутвореної єпархії владику Кіро Стоянова.
Урочиста інавгурація єпархії та інтронізація правлячого єпископа Киро Стоянова відбулися 2 грудня 2018 року в катедрі Успіння Пресвятої Богородиці в Струмиці за участі Префекта Конгрегації Східних Церков кардинала Леонардо Сандрі та єпископів візантійського та латинського обряду з Болгарії, Греції, Сербії, Угорщини, України, Франції, Хорватії та Чорногорії. На початку Божественної Літургії прочитано Апостольські булли про створення єпархії та про призначення першого правлячого єпископа. Опісля кардинал Сандрі возвів його на престол.